# Charles Demuth
Charles Demuth (ur. 9 listopada 1883 w Lancaster, zm. 23 października 1935 tamże) – amerykański malarz, uważany za czołowego przedstawiciela precyzjonizmu.

## Życiorys
Był jedynym dzieckiem Ferdynanda i Augusty Demuthów. Jako czterolatek zachorował prawdopodobnie na chorobę Perthesa. By go zająć w czasie rekonwalescencji, dano mu akwarele i zeszyty do rysowania. Około 1894 lub 1895 zaczął brać lekcje u Marthy Bowman. Ukończył Franklin and Marshall Academy.
Studiował w Filadelfii w Drexel Institute of Art, Science and Industry (1901–1905) i w Pennsylvania Academy of the Fine Arts (1905–1911). Jego nauczycielami byli Thomas Pollock Anshutz, Henry McCarter (1864–1942), Hugh Breckenridge (1870–1937), William Chase i Thomas Ancheus. W latach 20. XX wieku przebywał kilka lat w Paryżu, gdzie kontynuował naukę w Académie Colarossi i Académie Julian, wyjeżdżał też do Berlina i Londynu. Przyjaźnił się w tym czasie z Marcelem Duchampem i stał się członkiem paryskiej awangardowej sceny artystycznej. Bywał w salonie Gertrudy Stein, spotykał się z Picassem i Hemingwayem. Po powrocie do ojczyzny przeniósł na lokalny grunt wiele nowoczesnych idei. Wystawiał swoje prace w Pennsylvania Academy i Daniel Gallery w Nowym Jorku. Należał do kręgu modernistów skupionych wokół Alfreda Stieglitza. Był blisko z Marsdenem Hartleyem i Georgią O'Keeffe, która odwiedzała go w Lancaster. Razem malowali w ogrodzie jego matki.
Mimo że od dzieciństwa miał problemy z chodzeniem, był aktywny fizycznie: tańczył, pływał, wędrował pieszo, grał w golfa. W 1920 zachorował na cukrzycę. Jego patron, dr Albert C. Barnes, skierował go do dr. Fredericka Allena w Moorestown w New Jersey. Był jednym z pierwszych pacjentów, których leczono insuliną. Kuracja przedłużyła mu życie o dekadę. Powikłania cukrzycy przyczyniły się do jego przedwczesnej śmierci.
Był homoseksualistą i przyznawał się do tego otwarcie. Przez wiele lat jego partnerem był architekt Robert Locher.

## Twórczość
Twórczość Charlesa Demutha jest bardzo zróżnicowana. Malarz posługiwał się początkowo akwarelą, później stopniowo zaczął stosować technikę olejną. Obecnie artysta kojarzony jest głównie jako przedstawiciel precyzjonizmu, który był nowatorskim kierunkiem w malarstwie amerykańskim na początku XX wieku. Malował obrazy o tematyce miejskiej i przemysłowej, odznaczające się fotograficzną precyzją i brakiem postaci ludzkich.
Demuth wprowadził też tzw. portrety-plakaty, które były kompilacją przedmiotów i słów kojarzących się z „portretowaną” w ten sposób osobą. Najbardziej znanym obrazem tego typu jest Widziałem cyfrę pięć w złocie (I Saw the Figure 5 in Gold), który był hołdem złożonym poecie Williamowi Carlosowi Williamsowi. Obecnie dzieło uważane jest za manifest amerykańskiego modernizmu i zapowiedź pop-artu. Łączył tradycyjną amerykańską sztukę ludową (np. martwa natura inspirowana Cézanne'em lub dzieła figuratywne i ilustracje książkowe inspirowane Toulouse-Lautrec'em) ze sztuką współczesną zaobserwowaną w Europie (obrazy inspirowane kubizmem Picassa i Gleizesa). Spośród licznych akwareli artysty cenione są jego studia kwiatów, wyobrażenia przedstawień cyrkowych i scen w kawiarniach. Znaczną część dzieł malarza stanowią prace o tematyce homoerotycznej. 
Wiele obrazów stworzył w domu w Lancaster, gdzie pracował w małym studiu na drugim piętrze. Obok domu powstał ogród, który stał się źródłem inspiracji dla wielu obrazów artysty. Niechętnie rozmawiał o swoich obrazach, szczególnie o głębszym ich znaczeniu. Zachęcał za to do kontemplowania obrazów. 
Największe zbiory jego prac posiadają kolekcje amerykańskie, m.in. Demuth Museum w Lancaster (powstałym w 1981 w domu, w którym mieszkał) i Metropolitan Museum of Art w Nowym Jorku.

## Wybrane prace

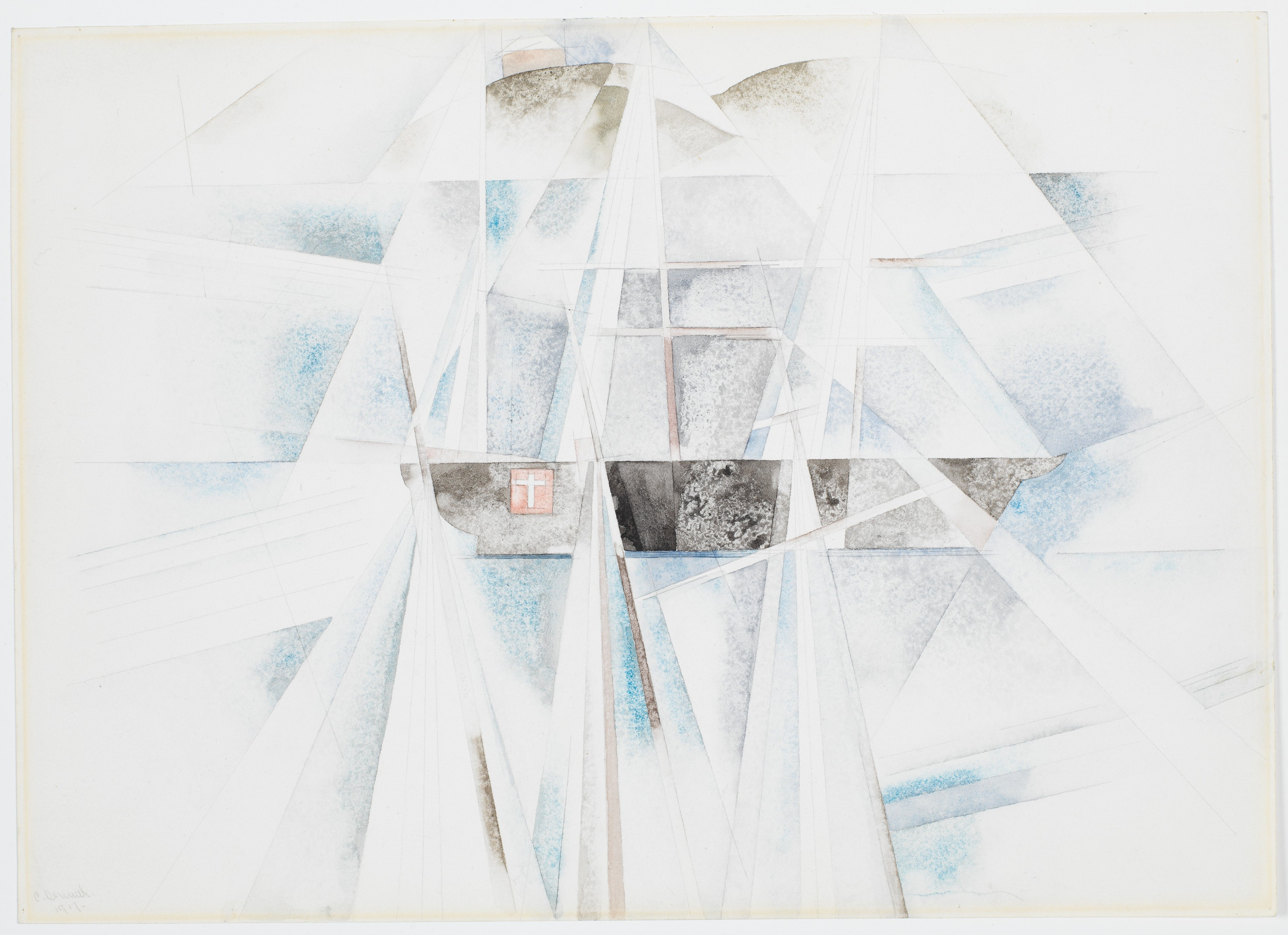
Bermuda No. 2, The Schooner, 1917
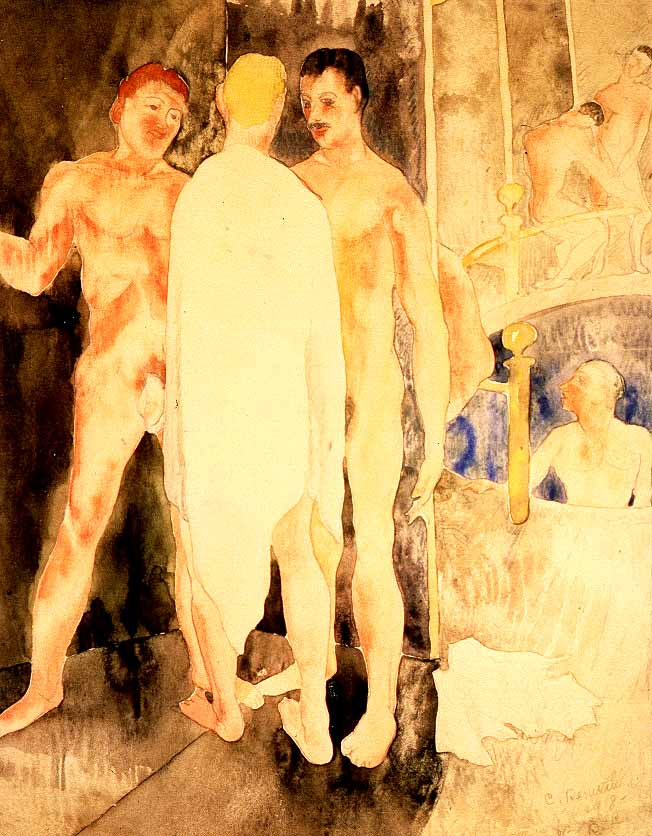
Turkish Bath with Self Portrait, 1918
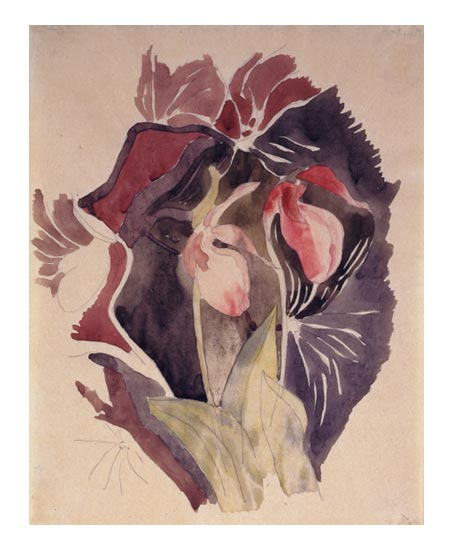
Wild Orchids, 1920
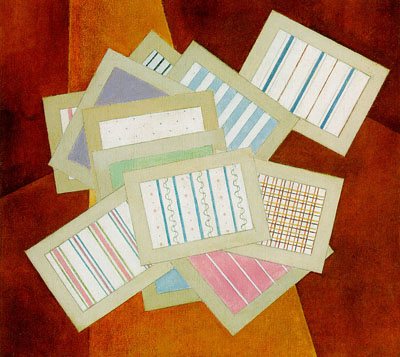
Spring, 1921
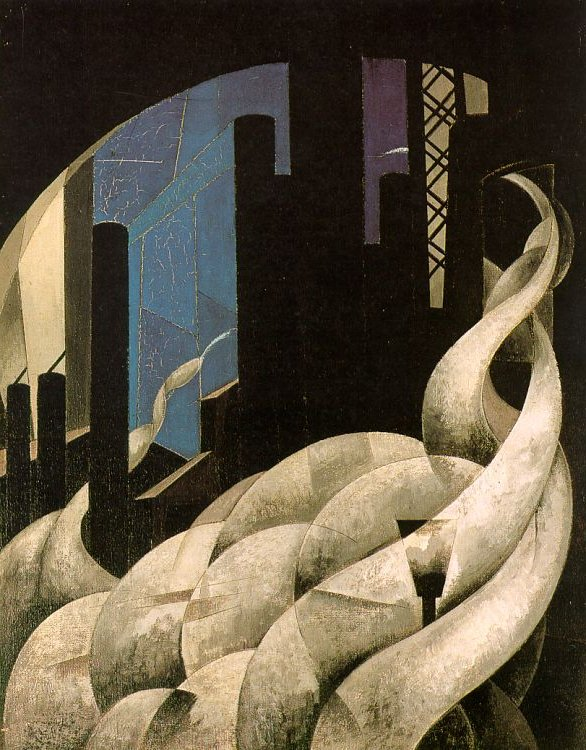
Incense of a New Church, 1921
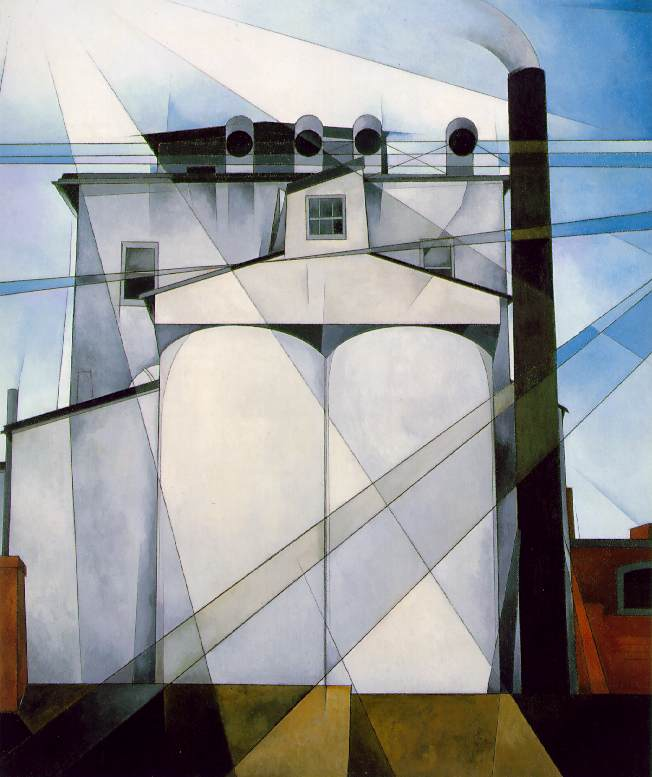
My Egypt, 1927, Whitney Museum of American Art, Nowy Jork
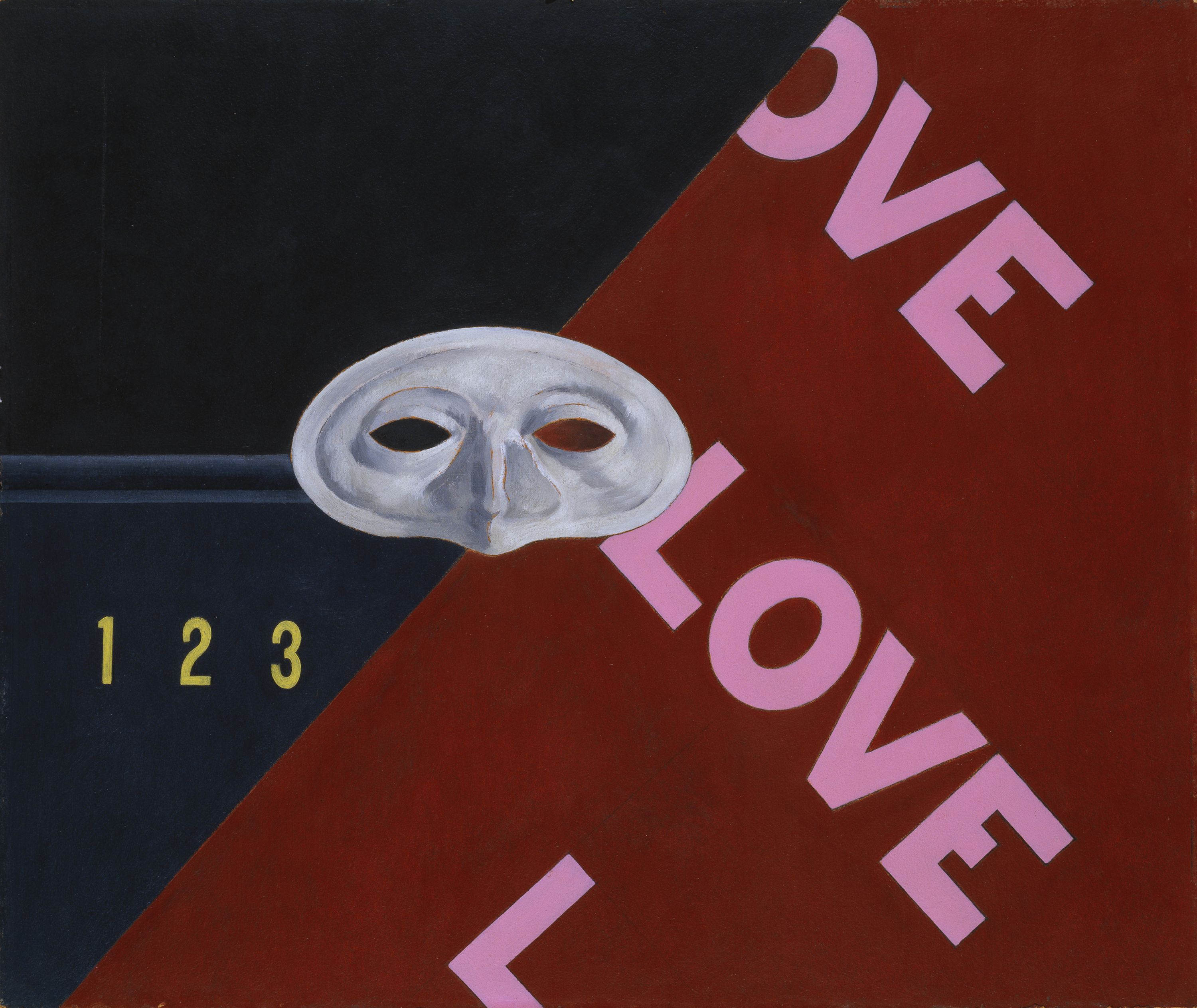
Love Love Love, 1928, Museo Thyssen-Bornemisza, Madryt
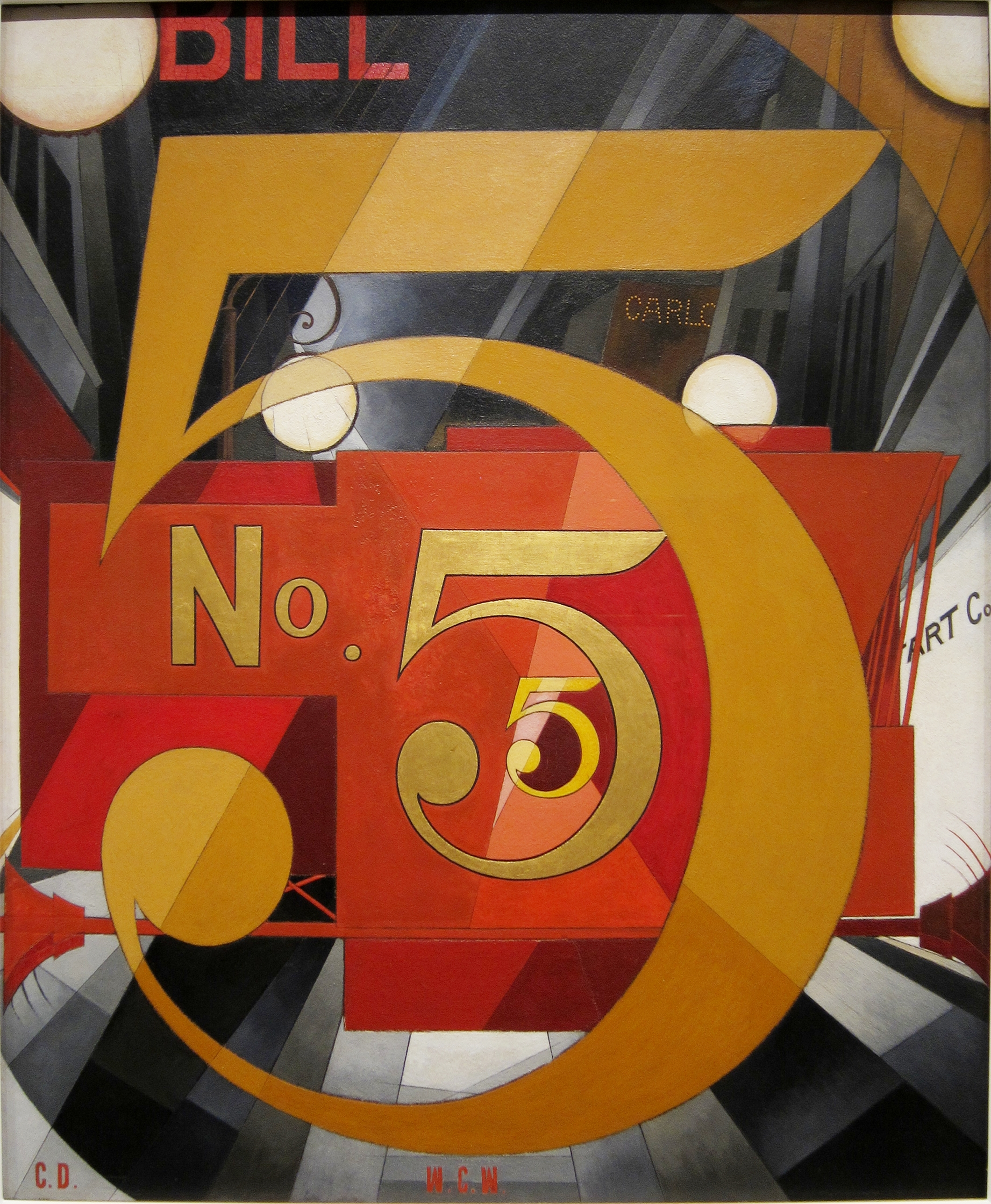
I Saw the Figure 5 in Gold, 1928, Metropolitan Museum of Art, Nowy Jork